# NGC 4746
NGC 4746 is een spiraalvormig sterrenstelsel in het sterrenbeeld Maagd. Het hemelobject werd op 29 maart 1830 ontdekt door de Britse astronoom John Herschel.

## Synoniemen
- UGC 8007
- MCG 2-33-29
- ZWG 71.60
- IRAS 12494+1221
- PGC 43601